# 美國憲法第二十七修正案

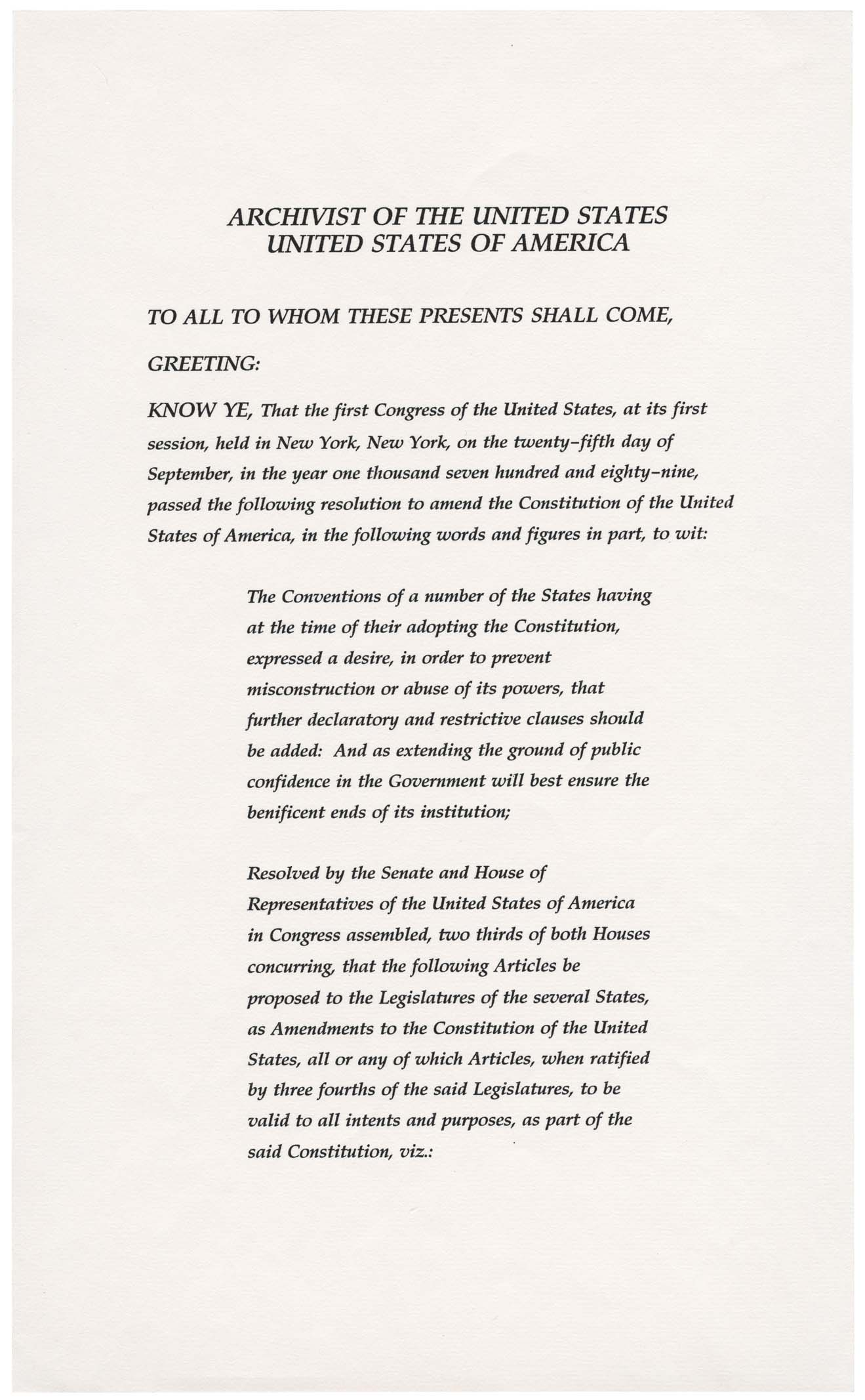
位於國家檔案和記錄管理局的第27修正案第1頁

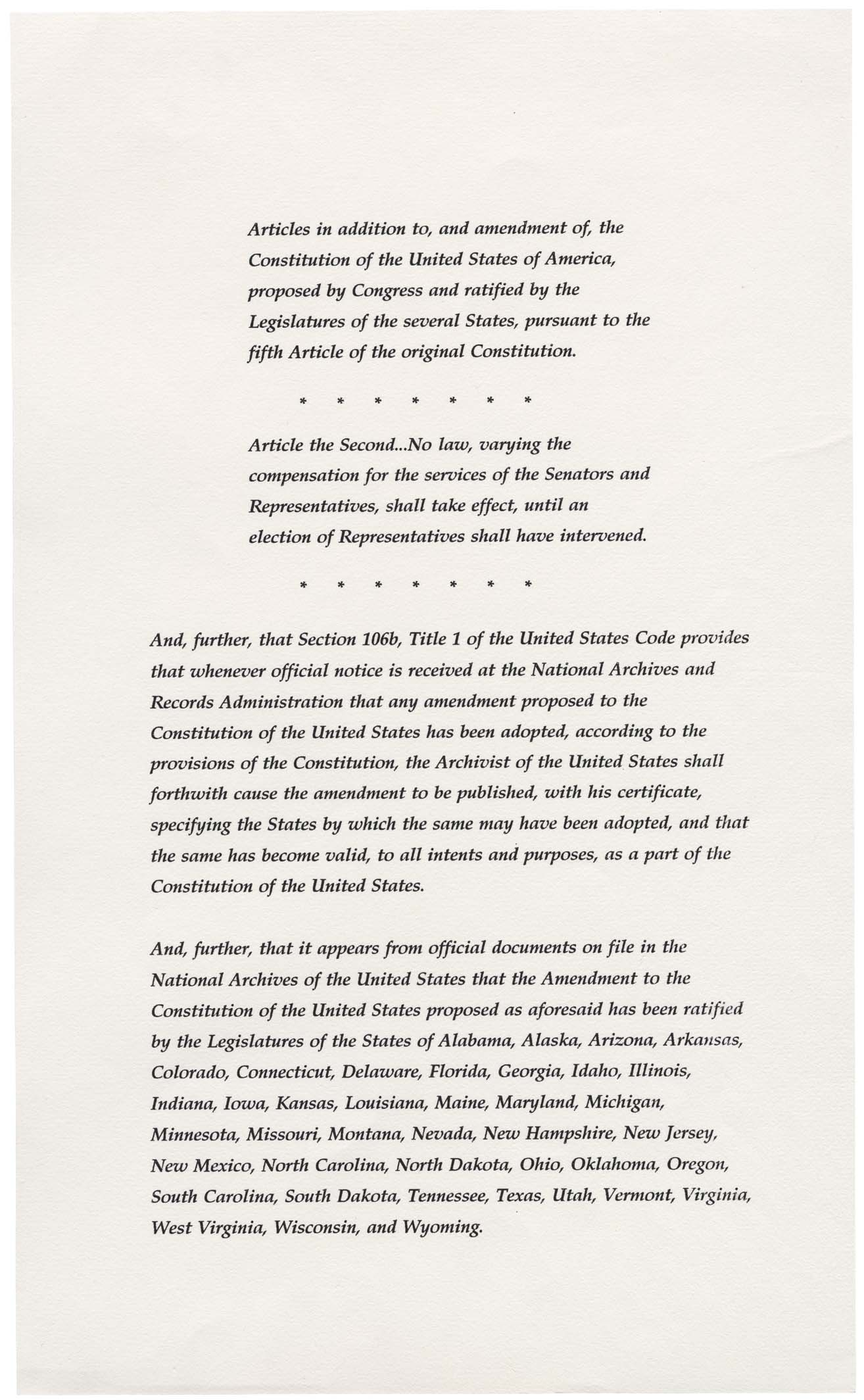
第二十七修正案第2頁

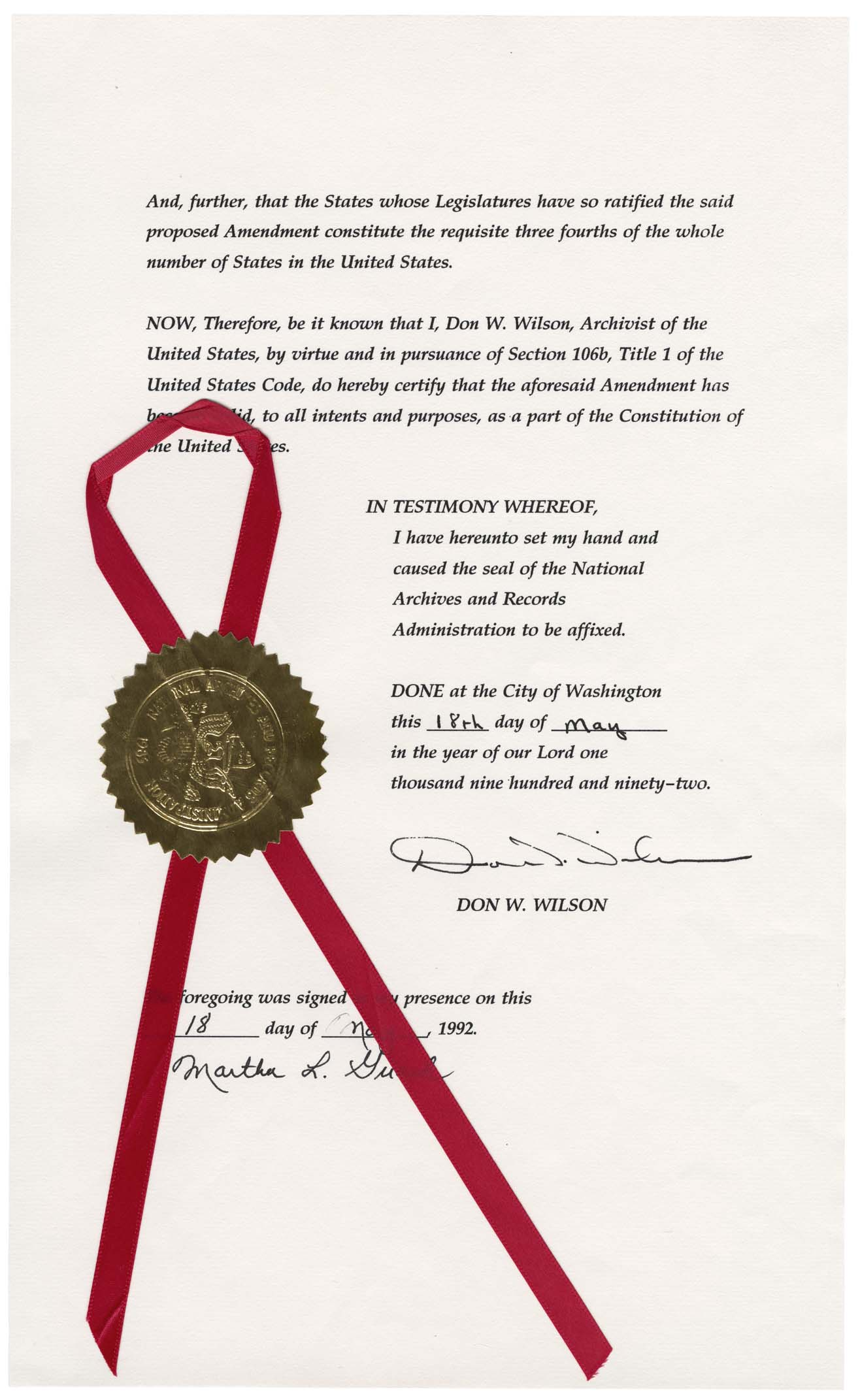
第二十七修正案第3頁

《美利堅合眾國憲法》第二十七修正案（英語：Twenty-seventh Amendment to the United States Constitution）简称「第二十七修正案」（Amendment XXVII），是禁止美國國會在下一屆議員任期開始前增加或减少议员工资（即自己給自己加薪）相關決定生效的法律。本修正案是美國憲法最新通过的修正案，但也是最早提出的美国宪法修正案之一。
1789年9月25日，美国召开第1届国会。在会上，包括本修正案在内的12项修正案一并被提交到各州以供批准。其中，共有十项修正案在1791年得到批准而生效，成为了著名的权利法案。然而，本修正案与国会席位分配修正案没有得到足够多的州认可，无法生效。至此，关于国会工资的修正案就几乎被完全遗忘。
直至1982年，德克萨斯州大学奥斯汀分校的二年级学生格雷戈里·沃森（Gregory Watson）在学习美国政府课程时，为完成关于“政府流程”的一项作业，在研究宪法历史后重新发现了本修正案。沃森便撰写了一篇论文，称本修正案在理论上依然有效且可以被各州投票通过，并将其作为课堂作业提交。然而，这项作业仅得到了“C”的分数，在向教授申诉无果后，他发起宣传活动号召各州議會投票通过该修正案，并最终获得成功。可惜他的分數因為已經送出暫時無法修改，直到2017年，大学教授扎克·埃尔金斯（Zach Elkins）变更了沃森的作业成绩，正式将分数从“C”修改为“A+”。
憲法修正案於1992年5月7日達到足夠數量的州（38個州）批准而生效，距離國會於1789年制定此修正案並送交各州批准時已經達202年7個月又10天，成为了历时最久才批准的宪法修正案。

## 修正案內容
本修正案由国会于1789年提出，原文如下：
No law, varying the compensation for the services of the Senators and Representatives, shall take effect, until an election of Representatives shall have intervened.
翻譯：任何關於改變參議員和眾議員服務報酬的法案，在眾議員經過改選之前，不得發生效力。

## 背景
第二十七修正案規定任何國會議員薪資的改變只在下一任聯邦眾議員上任後生效。又被稱為《1789年國會津貼修正案 (Congressional Compensation Amendment of 1789)》、《國會報酬修正案 (Congressional Pay Amendment)》、《麥迪森修正案 (Madison Amendment)》的第二十七修正案，目的是為了限制國會調整自己薪資的權力。如果不予限制，这就会是一項很明顯的利益衝突。
有些州也曾建議過相似的憲法修正案。北卡罗来納州在以核定美國憲法為由而舉辦的1788年憲法會議中，其中之一的修憲建議本文是：
|  | The laws ascertaining the compensation of senators and representatives, for their services, shall be postponed in their operation until after the election of representatives immediately succeeding the passing thereof; that excepted which shall first be passed on the subject. |

翻譯：任何有關參議員和眾議員，為了他們的服務而賦予津貼的法律，應延遲至繼任的眾議員當選後生效；除了首次通過這題目的議員外。
弗吉尼亞州在1788年憲法核定會議中以北卡洛萊納州相同用詞建議了同樣的憲法修正案。紐約州在其1788年憲法核定會議中強烈要求國會斟酌在憲法加入這段文字：
|  | That the Compensation for the Senators and Representatives be ascertained by standing law; and that no alteration of the existing rate of Compensation shall operate for the Benefit of the Representatives, until after a subsequent Election shall have been had. |

翻譯：參議員和眾議員的津貼應予法律明文規定；另任何有關眾議員利益的修改只在接下來一次選舉後生效。
1816年，在國會提交各州批准這憲法修正案（和其他十一條修正案一起）後四分之一個世紀後，麻薩諸塞州議會以與1789年國會提交版本幾乎相同的文字，期望能有這一憲法修正案。這修憲建議據說後來在麻薩諸塞州眾議院以138比29通過。肯塔基州議會在1816年12月或1817年初通過了相似的修憲建議；在1817年或1818年1月田納西州州議員們跟進，通過了相同的修憲建議。

## 制定與批准

1789–1792年通過
1873年通過
1978–1991年通過
1992年通過
1992年後通過
通過兩次 (北卡羅萊納州: 1789/1989; 肯塔基州: 1792/1996)
未通過

直至1992年5月18日，修正案獲40州通過。

### 修正案認證前批准的州
美國國會於1789年9月25日制定、並獲得下列各州批准此憲法修正案：
1. 馬里蘭州 (1789年12月19日)
2. 北卡羅来納州 (1789年12月22日)[8]
3. 南卡羅来納州 (1790年1月19日)
4. 特拉華州 (1790年1月28日)
5. 佛蒙特州 (1791年11月3日)
6. 弗吉尼亞州 (1791年12月15日)
7. 肯塔基州 (1792年6月27日)
8. 俄亥俄州 (1873年5月6日)
9. 懷俄明州 (1978年3月6日)
10. 緬因州 (1983年4月27日)
11. 科羅拉多州 (1984年4月22日)
12. 南達科他州 (1985年2月21日)
13. 新罕布什爾州 (1985年3月7日)
14. 亞利桑那州 (1985年4月3日)
15. 田納西州 (1985年5月28日)
16. 俄克拉何馬州 (1985年7月1日)
17. 新墨西哥州 (1986年2月14日)
18. 印第安納州 (1986年2月24日)
19. 猶他州 (1986年2月25日)
20. 阿肯色州 (1987年3月13日)
21. 蒙大拿州 (1987年3月17日)
22. 康涅狄格州 (1987年5月13日)
23. 威斯康星州 (1987年7月15日)
24. 佐治亞州 (1988年2月2日)
25. 西弗吉尼亞州 (1988年3月10日)
26. 路易斯安那州 (1988年7月7日)
27. 艾奧瓦州 (1989年2月9日)
28. 愛達荷州 (1989年3月23日)
29. 內華達州 (1989年4月26日)
30. 阿拉斯加州 (1989年5月6日)
31. 俄勒岡州 (1989年5月19日)
32. 明尼蘇達州 (1989年5月22日)
33. 德克薩斯州 (1989年5月25日)
34. 堪薩斯州 (1990年4月5日)
35. 佛羅里達州 (1990年5月31日)
36. 北達科他州 (1991年3月25日)
37. 密蘇里州 (1992年5月5日)
38. 亚拉巴馬州 (1992年5月5日)
39. 密歇根州 (1992年5月7日)
40. 新澤西州 (1992年5月7日)

直到1992年5月7日，第二十七修正案才完成批准並開始生效，密歇根州是第38個批准的州份。後來被揭露肯塔基州其實在1792年就批准了該修正案，使得密歇根州成為实质上第39個批准的州份。雖然密蘇里州與阿拉巴馬州在兩天前的1992年5月5日就已經批准（使得它們成為第38個州份之一），聯邦政府的正式紀錄仍然認為密歇根州是第38個批准該修正案的州份。

### 修正案認證後批准的州
1. 伊利諾州 (1992年5月12日)
2. 加利福尼亞州 (1992年6月26日)
3. 羅德島州 (1993年6月10日)[13]
4. 夏威夷州 (1994年4月29日)[13]
5. 華盛頓州 (1995年4月6日)[13]
6. 肯塔基州 (1996年3月21日)[13]（在沒發覺的情況下再度批准；州議會已於1792年6月27日批准過這修正案）
7. 內布拉斯加州 (2016年4月1日)

### 修正案沒有得到批准的州
1. 麻薩諸塞州
2. 密西西比州
3. 紐約州
4. 賓夕法尼亞州

## 外部連結
- The Constitution of the United States of America: Analysis and Interpretation is available at:
  - GPO Access—Official version of the document at the United States Government Printing Office.
  - FindLaw—找法网's version of the official document; incorporates 1996 and 1998 supplements into text, but does not include prefatory material included in the official version.
- National Archives: Twenty seventh Amendment （页面存档备份，存于）
- S.Con.Res. 120
- H.Con.Res. 320
- Memorandum Opinions for the Counsel to the President opining that the Archivist was required to certify the Amendment as part of the Constitution (May 13, 1992; November 2, 1992)